# Partido Carlista (1971)
O Partido Carlista (em castelhano: Partido Carlista, em catalão: Partit Carlí, em basco: Karlista Alderdia, em galego: Partido Carlista, em asturiano: Partíu Carlista; PC) é um partido político Espanhol criado entre 1970 e 1972 que se considera sucessor da tradição histórica do Carlismo. Tem suas origens na mudança ideológica radical liderada por um setor juvenil minoritário da Comunhão Tradicionalista, ligado a Carlos Hugo, Duque de Parma, que assumiu o controle da organização após a expulsão da família Borbón-Parma da Espanha em 1968.
O Partido defende o socialismo autogestionário e o federalismo, reivindicando "o direito à autodeterminação dos povos e nacionalidades espanholas". Em relação ao chefe de Estado, não se declara monárquico, mas sim acidentalista. Na questão religiosa, define-se como não confessional.
Após a sua criação e oposição ao franquismo, o Partido Carlista continuou convocando os tradicionais comícios de Montejurra que antes eram organizados pela Comunhão Tradicionalista, mas não conseguiu reter a maioria dos carlistas espanhóis que, desnorteados e dispersos, deixaram o partido no início da década de 1970. Alguns deles fundaram em 1975 uma nova Comunhão Tradicionalista liderada por Sixto Henrique de Bourbon, que queria tomar conta das Estações da Cruz de Montejurra e deu origem aos violentos acontecimentos de Montejurra em 1976.
Embora tenha tido alguma notoriedade durante a democratização da Espanha, desde 1979 o Partido Carlista desempenhou um papel simbólico na política espanhola. No País Basco e em Navarra foi renomeado Partido Carlista de Euskadi (EKA).

## Bibliografía
- Lavardín, Javier (1976). Historia del último pretendiente a la corona de España. [S.l.]: Ruedo ibérico
- Del Burgo, Jaime (2013). «El carlismo y su agónico final». Príncipe de Viana (257): 281-299. ISSN 0032-8472
- Rodón, Ramón María (2015). «Invierno, primavera y otoño del Carlismo (1939-1976)» (PDF). Universitat Abat Oliva CEU